# Convenzione di Chicago
La Convenzione sull'aviazione civile internazionale, nota anche come Convenzione di Chicago, è un trattato internazionale siglato nel 1944 nell'omonima città statunitense, inizialmente da rappresentanti di cinquantadue Stati, con il quale sono stati fissati i principi alla base dell'aviazione civile e del trasporto aereo mondiale.

## Obiettivi
Nel preambolo della Convenzione, archiviata tra i documenti dell'ICAO come Doc 7300, viene chiarito lo scopo dell'accordo, ossia promuovere i rapporti di pace delle nazioni attraverso lo sviluppo dei trasporti aerei definendo alcuni principi comuni che avrebbero potuto scongiurare attriti e incomprensioni tra gli Stati. La Convenzione si prefiggeva quindi l'obiettivo di fissare le norme generali rivolte all'aviazione civile per sviluppare in modo sicuro, ordinato e paritario il trasporto aereo internazionale.

## Storia

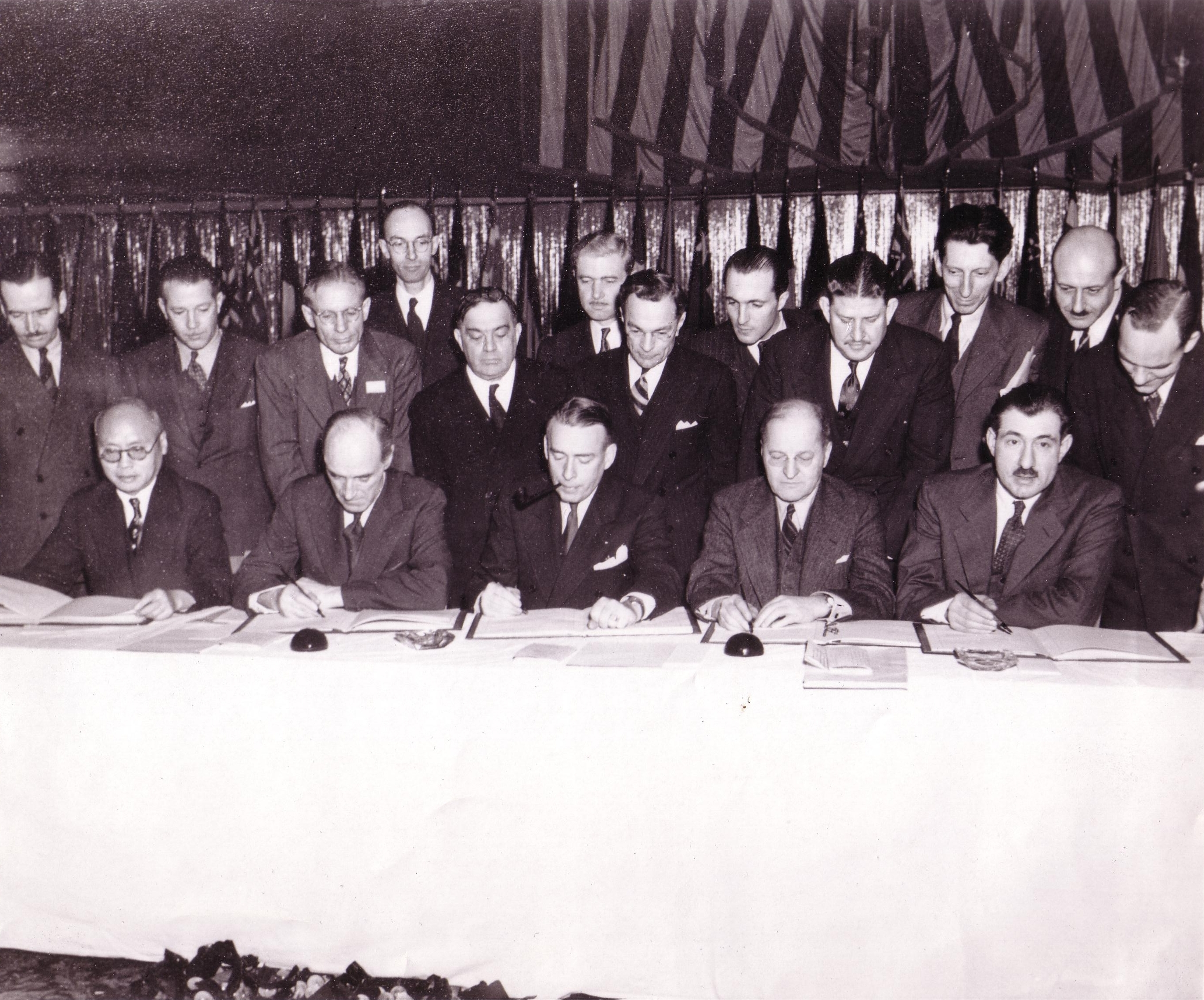
La firma della Convenzione di Chicago

Il documento fu firmato il 7 dicembre 1944 a Chicago, negli Stati Uniti, da rappresentanti di 52 Stati. Il documento ricevette la 26ª ratifica necessaria per la sua formale applicazione il 5 marzo 1947 ed è entrata ufficialmente in vigore il 4 aprile del 1947, la stessa data della creazione dell'ICAO che nel mese di ottobre divenne un'agenzia specializzata del Consiglio Economico e Sociale delle Nazioni Unite (ECOSOC).
La Convenzione nel corso degli anni è stata oggetto di aggiornamenti che ne hanno modificato il contenuto otto volte: nel 1959, 1963, 1969, 1975, 1980, 1997, 2000 e infine nel 2006 con la pubblicazione della nona edizione.

## Contenuti

### Principi generali
La Convenzione afferma il principio della sovranità nazionale assoluta ed esclusiva di ciascuno Stato contraente sullo spazio aereo sovrastante il proprio territorio. Le norme fissate si applicano automaticamente a tutta l'aviazione civile ad esclusione degli aeromobili di Stato. Il sorvolo dello spazio aereo di una nazione estera o l'atterraggio sul suo territorio da parte di aeromobili militari o di Stato è possibile solo previa autorizzazione da parte dello Stato sorvolato. Nello svolgimento di attività aeree militari, ciascuno Stato deve tenere in debita considerazione la sicurezza del traffico aereo impegnandosi, nel contempo, a non utilizzare l'aviazione civile per scopi contrari ai principi etici alla base della Convenzione.

### Le libertà dell'aria
Obiettivo della Convenzione è di affermare la libertà del traffico aereo. Non potendo giungere immediatamente ad un accordo globale tra i paesi firmatari al riguardo, risultando impossibile definire criteri comuni a tutti i paesi, vennero stabiliti dei punti di contrattazione, detti "libertà dell'aria", sui quali successivamente si raggiunsero specifici accordi bilaterali o multilaterali, fra due o più paesi firmatari.
Le principali, libertà dell'aria riportate nel testo della Convenzione sono:
1. il diritto di sorvolo del territorio dello Stato contraente;
2. il diritto di effettuare scali per scopi non commerciali sul territorio dello Stato contraente (rifornimento di carburante, manutenzione, scali tecnici);
3. il diritto di sbarcare passeggeri, posta e merci provenienti dallo Stato di cui l'aeromobile ha la nazionalità;
4. il diritto di imbarcare passeggeri, posta e merci diretti verso lo Stato di cui l'aeromobile ha la nazionalità;
5. il diritto di imbarcare e sbarcare passeggeri, posta e merci provenienti dal territorio di ogni Stato contraente o ad esso destinati.
6. il diritto di traffico della quinta libertà, tra due paesi stranieri attraverso il paese di origine della compagnia aerea.
7. il diritto di traffico tra due paesi stranieri da parte di una compagnia aerea di un paese terzo, il cui trasporto non è collegato ai diritti di traffico di terza e quarta libertà.
8. il diritto di trasporto di passeggeri e merci tra due punti in un paese straniero su una rotta con origine e / o destinazione nel paese di origine della compagnia aerea.
9. il diritto di trasporto di passeggeri e merci tra due punti in un paese straniero su una rotta, non correlato al paese di origine della compagnia aerea.

## Istituzione dell'ICAO

Il logo dell'ICAO

La convenzione ha istituito l'Organizzazione internazionale dell'aviazione civile (in lingua inglese "International Civil Aviation Organization", meglio nota con la sigla ICAO), agenzia specializzata delle Nazioni Unite incaricata di coordinare e regolamentare il trasporto aereo internazionale. L'ICAO emana regole e linee guida necessarie a standardizzare il trasporto aereo mondiale a vantaggio della sicurezza della navigazione aerea. Le prime norme sono state emanate attraverso una serie di documenti, acclusi alla Convenzione di Chicago e noti con il nome di Annessi ICAO.

## Paesi firmatari
La Convenzione di Chicago, all'ottobre 2023, conta 193 stati membri:
1. Afghanistan
2. Albania
3. Algeria
4. Andorra
5. Angola
6. Antigua e Barbuda
7. Arabia Saudita
8. Argentina
9. Armenia
10. Australia
11. Austria
12. Azerbaigian
13. Bahamas
14. Bahrein
15. Bangladesh
16. Barbados
17. Belgio
18. Belize
19. Benin
20. Bhutan
21. Bielorussia
22. Bolivia
23. Bosnia ed Erzegovina
24. Botswana
25. Brasile
26. Brunei
27. Bulgaria
28. Burkina Faso
29. Burundi
30. Cambogia
31. Camerun
32. Canada
33. Capo Verde
34. Ciad
35. Cile
36. Cina
37. Cipro
38. Colombia
39. Comore
40. Costa Rica
41. Costa d'Avorio
42. Croazia
43. Cuba
44. Danimarca
45. Dominica
46. Egitto
47. El Salvador
48. Emirati Arabi
49. Ecuador
50. Eritrea
51. Estonia
52. eSwatini
53. Etiopia
54. Federazione Russa
55. Figi
56. Filippine
57. Finlandia
58. Francia
59. Gabon
60. Gambia
61. Georgia
62. Germania
63. Ghana
64. Giamaica
65. Giappone
66. Gibuti
67. Giordania
68. Grecia
69. Grenada
70. Guatemala
71. Guinea Equatoriale
72. Guinea-Bissau
73. Guinea
74. Guyana
75. Haiti
76. Honduras
77. India
78. Indonesia
79. Iraq
80. Irlanda
81. Islanda
82. Isole Cook
83. Isole Marshall
84. Isole Salomone
85. Israele
86. Italia
87. Kazakistan
88. Kenya
89. Kirghizistan
90. Kiribati
91. Kuwait
92. Lesotho
93. Lettonia
94. Libano
95. Liberia
96. Libia
97. Lituania
98. Lussemburgo
99. Macedonia del Nord
100. Madagascar
101. Malawi
102. Maldive
103. Malaysia
104. Mali
105. Malta
106. Marocco
107. Mauritania
108. Mauritius
109. Messico
110. Moldavia
111. Mongolia
112. Montenegro
113. Mozambico
114. Myanmar
115. Namibia
116. Nauru
117. Nepal
118. Nicaragua
119. Niger
120. Nigeria
121. Norvegia
122. Nuova Zelanda
123. Oman
124. Paesi Bassi
125. Pakistan
126. Palau
127. Panama
128. Papua Nuova Guinea
129. Paraguay
130. Perù
131. Polonia
132. Portogallo
133. Principato di Monaco
134. Qatar
135. Regno Unito
136. Repubblica Bolivariana del Venezuela
137. Repubblica Ceca
138. Repubblica Centrafricana
139. Repubblica Democratica Popolare di Corea
140. Repubblica Democratica del Congo
141. Repubblica Dominicana
142. Repubblica Islamica dell'Iran
143. Repubblica Popolare Democratica del Laos
144. Repubblica del Congo
145. Repubblica di Corea
146. Romania
147. Ruanda
148. Saint Kitts e Nevis
149. Saint Vincent e Grenadine
150. Samoa
151. San Marino
152. Saint Lucia
153. Senegal
154. Serbia
155. Seychelles
156. Sierra Leone
157. Singapore
158. Repubblica Araba di Siria
159. Slovacchia
160. Slovenia
161. Somalia
162. Spagna
163. Sri Lanka
164. Stati Federati di Micronesia
165. Stati Uniti d'America
166. Sudafrica
167. Sudan del Sud
168. Sudan
169. Suriname
170. Svezia
171. Svizzera
172. São Tomé e Príncipe
173. Tagikistan
174. Tanzania
175. Thailandia
176. Timor Est
177. Togo
178. Tonga
179. Trinidad e Tobago
180. Tunisia
181. Turchia
182. Turkmenistan
183. Tuvalu
184. Uganda
185. Ucraina
186. Ungheria
187. Uruguay
188. Uzbekistan
189. Vanuatu
190. Vietnam
191. Yemen
192. Zambia
193. Zimbabwe